# Ronnie Vilstrup
Ronnie Vilstrup (født 22. marts 1985 i Aarhus) er en dansk håndboldspiller, der spiller for Århus Håndbold i Håndboldligaen.